# Prirva
«Prirva» — український рок-гурт із Житомира, що виник у 2023 році.

## Історія
Вперше в повному складі гурт виступив 28 травня 2023 року під назвою «Feel like 18». До створення своїх власних пісень гурт «Prirva» виступав на різних місцевих заходах та концертах громади, виконуючи кавери на відомі пісні.

### Власні пісні
Реліз першого синглу під назвою «Спалах» відбувся 30 грудня 2023 року. За день до цього на офіційній сторінці «Prirva» в Інстаграм було викладено анонс нового треку. Наступна пісня — «Дівчинка» була випущена 3 квітня 2024 року. Свої пісні гурт просуває на таких майданчиках, як Spotify, Apple Music та YouTube. 9 листопада 2024 року відбувся реліз третьої пісні — «Нормально?», а 21 березня 2025 року на майданчиках з'явилась пісня «Не резон».

## Учасники
- Андрій Єфіменко — вокал, бас
- Андрій Ковальський — вокал, гітара
- Богдан Маркеєв — ударні
- Андрій Демчук — клавішні
- Вадим Нелеп — гітара

## Дискографія

### Сингли
- «Спалах» (2023)
- «Дівчинка» (2024)
- «Нормально?» (2024)
- «Не резон» (2025)